# کوسگ
شهر کوسگ (به مجاری: Kőszeg) در واش در کشور مجارستان واقع شده‌است. جمعیت این شهر ۱۲٫۰۱۶ نفر است.

## نگارخانه

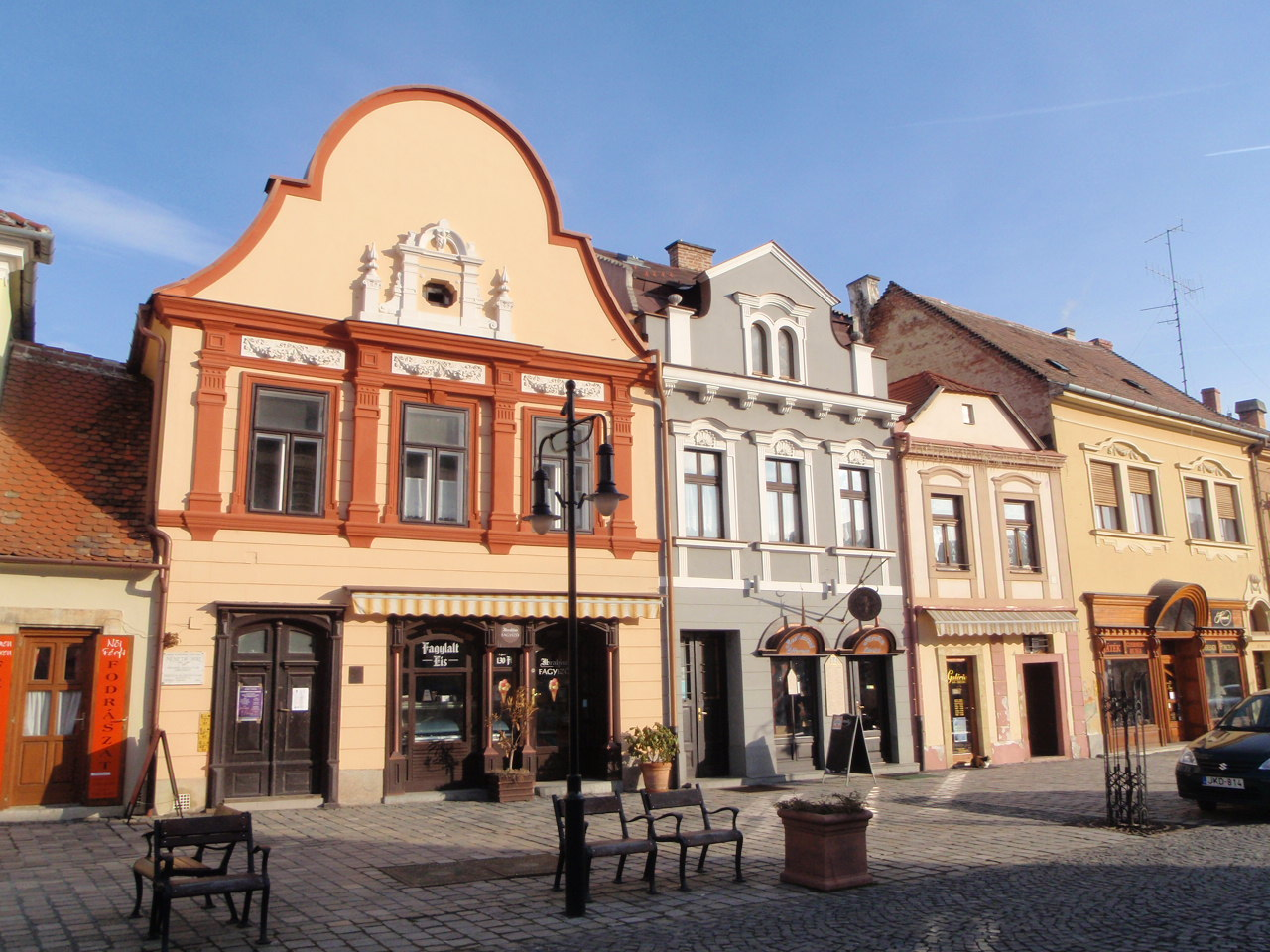
میدان مرکزی
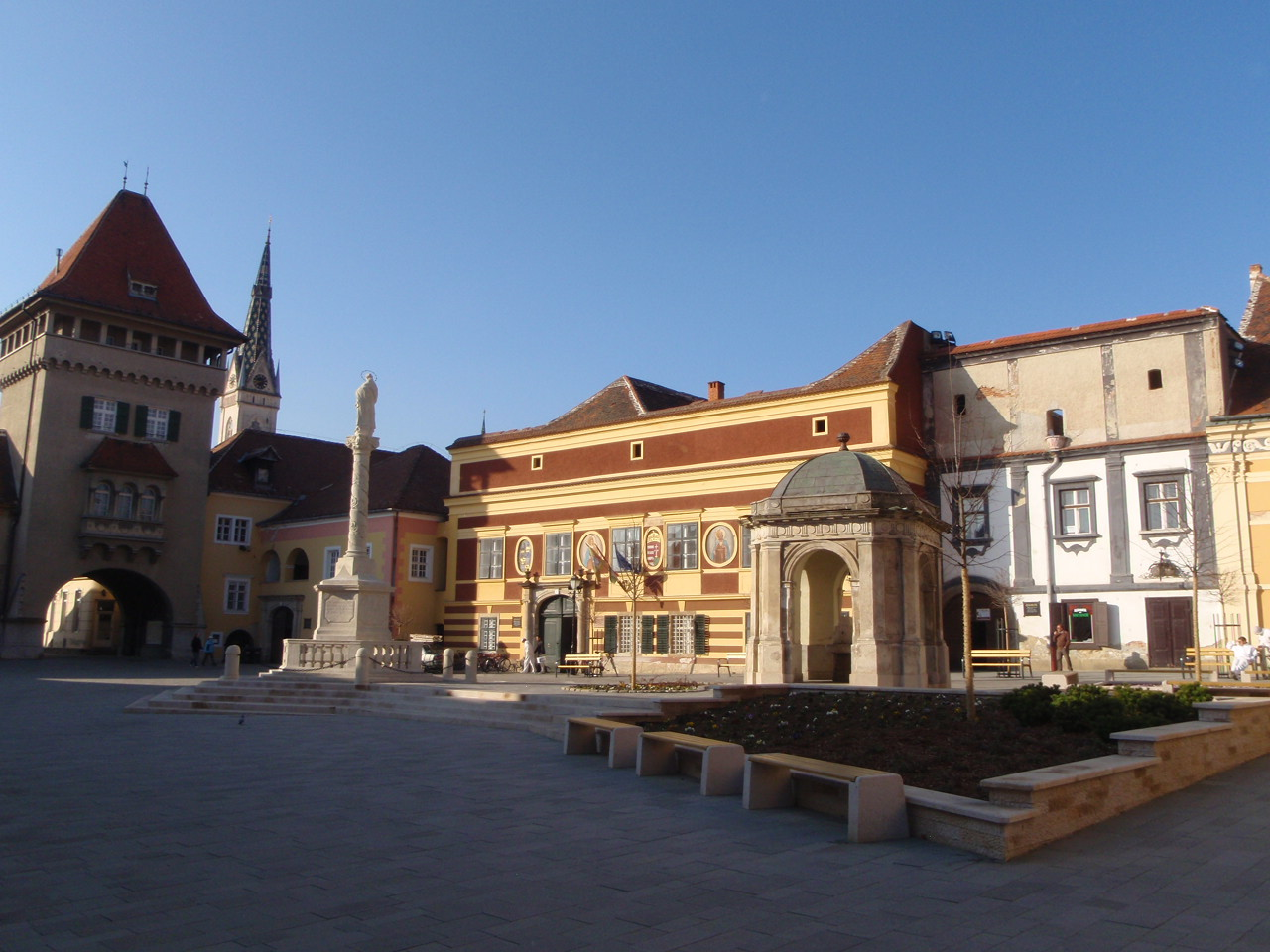
دروازه قهرمانان و شهرداری
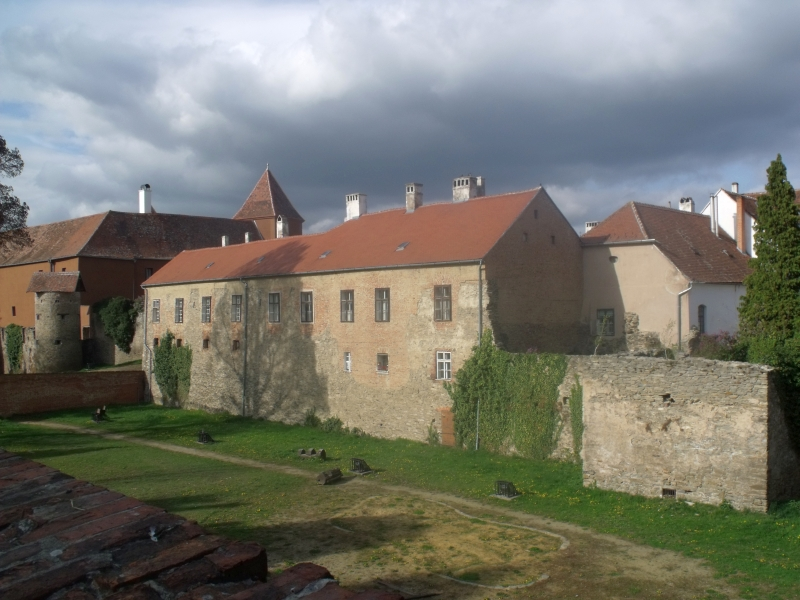
قلعه یوریشیچ
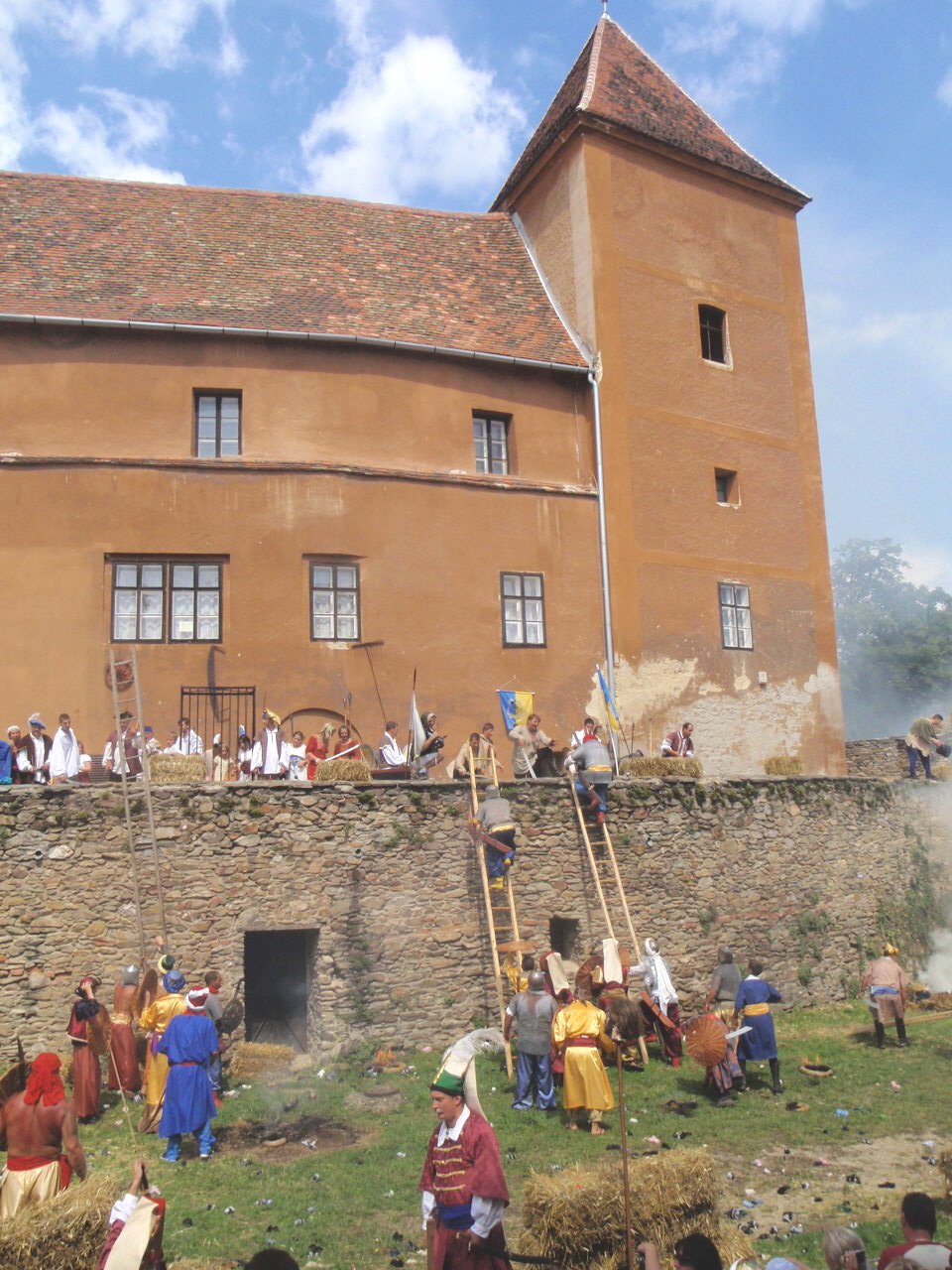
نمای قلعه
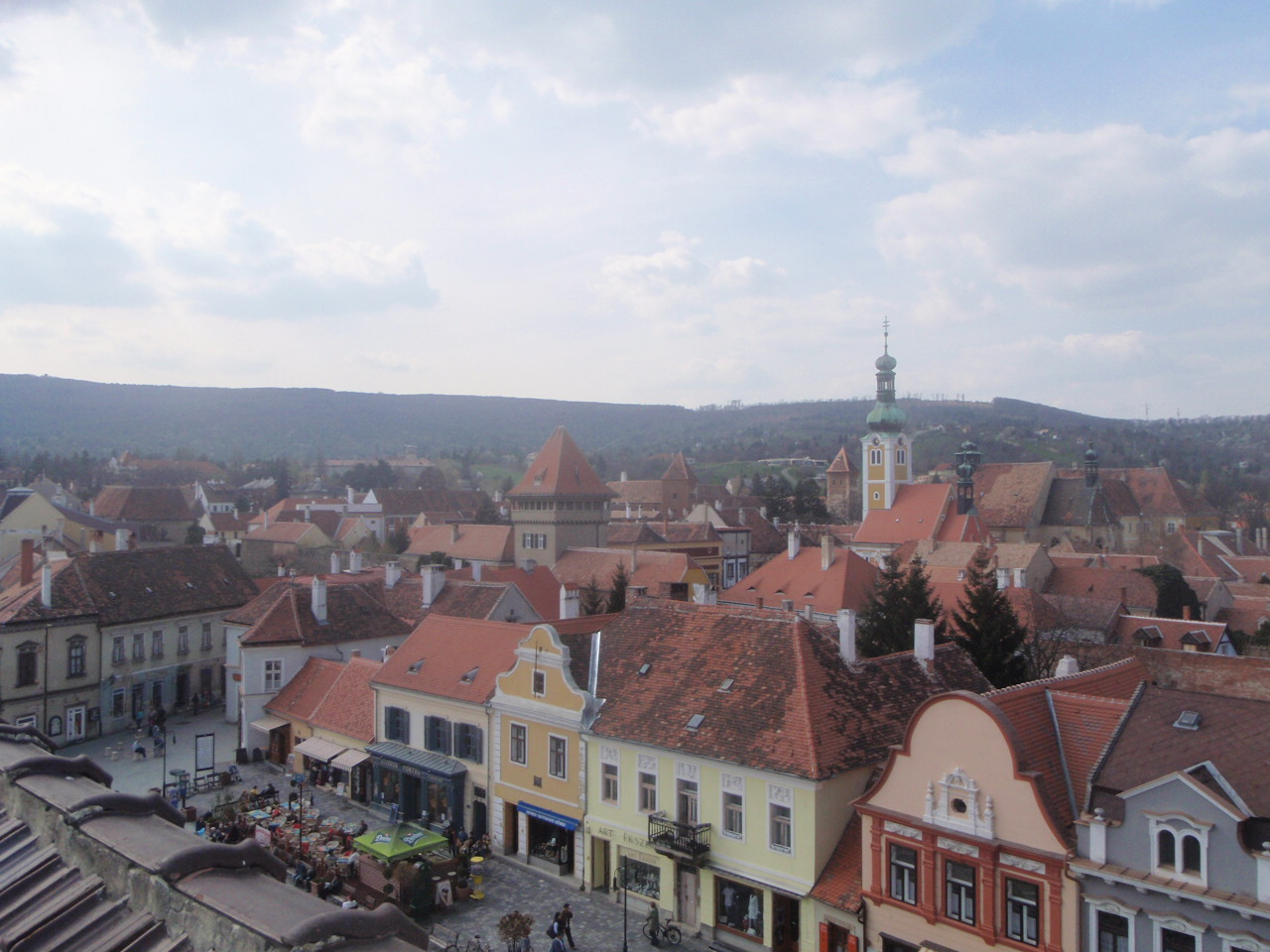
مرکز شهر
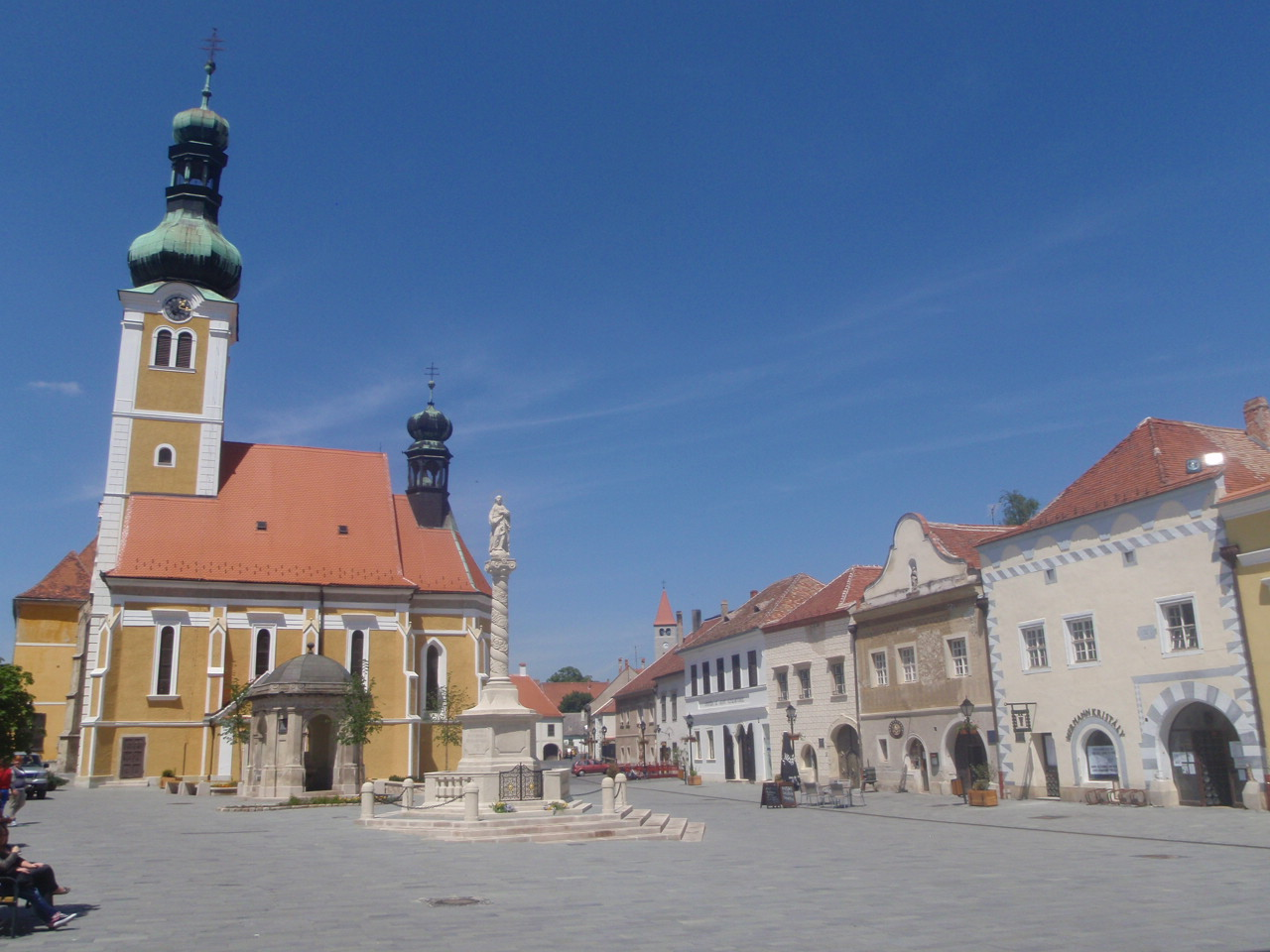
میدان یوریشیچ